# كيرك دوغلاس
كيرك دوغلاس (09 ديسمبر 1916 - 05 فبراير 2020) (بالإنجليزية: Kirk Douglas)‏ ممثل يهودي أمريكي من أصل روسي، ولد في 9 ديسمبر 1916 وهو والد الممثل مايكل دوغلاس. اسمه عند الولادة إيسور دانيالوفيتش وقضى طفولته الفقيرة مع والدين مهاجرين وست أخوات، وكان أول فيلم له هو الحب الغريب لمارثا آيفرز (1946) مع باربارا ستانويك. تطور دوغلاس بسرعة لتتصدر أفلامه شباك التذاكر في الخمسينات والستينات، وعرف بأدوار الدراما الخطيرة، بما في ذلك أفلام الغرب والأفلام الحربية. وخلال مسيرته التي استمرت ستة عقود ظهر في أكثر من 90 فيلما، وفي عام 1960 ساعد في إنهاء القائمة السوداء في هوليوود.
أصبح دوغلاس نجما عالميا بعد دوره البارز كبطل ملاكمة عديم الضمير في فيلم «البطل» (1949) ولقي استقبالا إيجابيا وحصد منه أول ترشيح له على جائزة الأوسكار لأفضل ممثل. ومن بين أفلامه المبكرة الأخرى «شاب مع بوق» (1950) مع لورين باكال ودوريس داي؛ «أيس إن ذا هول» أمام جان سترلينغ (1951)؛ «قصة بوليسية» (1951). وتحصل على ترشيح أوسكار ثاني لدوره الكبير في السيئ والجميلة (1952) أمام لانا تيرنر، وترشيح ثالث لتصويره فينسنت فان جوخ في رغبة في الحياة (1956). وهو من بين آخر النجوم الباقين على قيد الحياة من عصر هوليوود الذهبي.
في عام 1955، أسس دوغلاس شركة برينا للإنتاج، والتي بدأت بإنتاج أفلام متنوعة مثل دروب المجد (1957) وسبارتاكوس (1960). وقام ببطولة هذين الفيلمين وتعاون مع المخرج ستانلي كوبريك الذي لم يكن مشهورا كثيرا وقتها. وساهم دوغلاس بكسر القائمة السوداء في هوليوود بجعل دالتون ترامبو مسؤولا عن كتابة فيلم سبارتاكوس ووضع اسمه على الشاشة، رغم أن أسرة ترامبو زعمت أن دوره كان مبالغا فيه. أنتج ومثل فيلم «لونلي أر ذا بريف» (1962)، والذي جمع طائفة من المعجبين، وفيلم «سبعة أيام في مايو» (1964)، أمام برت لانكستر، والذي مثل معه في سبعة أفلام. في عام 1963، لعب دور البطولة في مسرحية برودواي «أحدهم طار فوق عش الوقواق»، وهي قصة قام بشرائها، والتي منحها لاحقا لابنه مايكل دوغلاس، الذي حولها إلى فيلم حاز على جائزة الأوسكار.
تلقى دوغلاس ثلاثة ترشيحات لجائزة الأوسكار، وجائزة أوسكار عن مجمل أعماله، ووسام الحرية الرئاسي. وكتب عشر روايات ومذكرات. حاليا، وهو في المرتبة 17 على قائمة معهد الفيلم الأمريكي بين أعظم أساطير سينما هوليوود الكلاسيكية، ونجا بالكاد من حادث تحطم طائرة هليكوبتر في عام 1991 ومن ثم أصيب بجلطة في عام 1996، فركز بعدها على تجديد حياته الروحية والدينية. وعاش مع زوجته الثانية، وهي منتجة تدعى آن دوغلاس، وظل معها لأكثر من 60 عاما حتى وفاته في 6 فبراير/شباط 2020 عن عمر 103 عام.

## النشأة والتعليم
وُلد دوغلاس في أمستردام، نيويورك، اسمه عند الولادة إيسور دانيالوفيتش، ابن برينا «بيرثا» (لقبها قبل الزواج: سانغليل، 1884-1958) وهيرشل «هاري» دانيلوفيتش (1884-1950)، تختلف الاستشهادات المتعلقة بسنة ميلاده الصحيحة). والداه من المهاجرين اليهود من شافوسي، موغيليوف أوبلاست، في الإمبراطورية الروسية (روسيا البيضاء حاليًا)، وتحدثت العائلة باللغة اليديشية في المنزل.
استخدم شقيق والده، الذي هاجر في وقت سابق، اللقب ديمسكي، والذي اتخذته عائلة دوغلاس لقبًا لها في الولايات المتحدة. كان اسم دوغلاس في نشأته إيزي ديمسكي وغير اسمه قانونيًا إلى كيرك دوغلاس قبل دخول بحرية الولايات المتحدة خلال الحرب العالمية الثانية.

في سيرته الذاتية الصادرة في عام 1988، ابن تاجر الملابس المهترئة، دوّن دوغلاس المشاق التي تحملها، مع ست شقيقات ووالديه، خلال سنواتهم الأولى في أمستردام:
كان والدي تاجر خيول في روسيا، حصل على حصان وعربة صغيرة، وأصبح تاجرًا للملابس المهترئة، يشتري الخرق القديمة وقطع المعدن والخردة مقابل البنسات والنيكلات والدايمات.... حتى في شارع إيغل، في أفقر قسم في المدينة، حيث تكافح جميع العائلات، كان تاجر الملابس المهترئة في أدنى درجات السلم. وكنت ابن هذا التاجر.
كانت طفولة دوغلاس غير سعيدة، حيث عاش مع أب سكير ومؤذٍ جسديًا. بينما أنفق والده الأموال القليلة التي كانت بحوزته على الشراب، تحمّل هو ووالدته وشقيقاته «الفقر المدقع».
أراد دوغلاس في البداية أن يكون ممثلًا بعد إلقائه قصيدة ذا ريد روبين أوف سبرينغ بينما كان في روضة الأطفال ونال تصفيقًا. في فترة نشأته، باع الوجبات الخفيفة لعمال المصنع لكسب ما يكفي لشراء الحليب والخبز لمساعدة أسرته. في وقت لاحق، قام بتوصيل الصحف وأثناء شبابه عمل في أكثر من أربعين وظيفة قبل أن يصبح ممثلًا. وجد أن العيش في عائلة مع ست أخوات خانقًا: «كنت أموت من أجل الخروج. بمعنى، أُشعلت النار في داخلي». بعد ظهوره في مسرحيات في مدرسة أمستردام الثانوية، التي تخرج منها عام 1934، عرف أنه يريد أن يصبح ممثلًا محترفًا. نظرًا لعدم قدرته على تحمل الرسوم الدراسية، تحدث دوغلاس إلى العميد في مكتبه في جامعة سانت لورانس وأظهر له قائمة الشرف لمدرسته الثانوية. تخرج في عام 1939 بدرجة البكالوريوس. حصل على قرض سدده عن طريق العمل بدوام جزئي كبستاني وبواب. كان مميزًا في فريق المصارعة وصارع طوال فصل الصيف في كرنفال لكسب المال.
لُوحظت مواهب دوغلاس التمثيلية في الأكاديمية الأمريكية للفنون المسرحية في مدينة نيويورك، والتي قدمت له منحة دراسية خاصة. كانت إحدى زملاء دراسته بيتي جوان بيرسك (التي عُرفت لاحقًا باسم لورين باكال)، والتي ستلعب دورًا مهمًا في بدء حياته المهنية السينمائية. كتبت باكال أنها «كانت معجبة بكيرك»، وتواعدا مصادفة. زميلة الدراسة الأخرى، وصديقة باكال، الممثلة الطموحة ديانا ديل، والتي ستصبح فيما بعد زوجة دوغلاس الأولى.
أثناء قضائهما الوقت معًا، علمت باكال أن دوغلاس ليس لديه مال، وأنه قضى الليل ذات مرة في السجن لأنه لم يكن لديه مكان للنوم. أعطته ذات مرة معطف عمها القديم ليحتفظ بالدفء: «اعتقدت أنه لا بدّ وأن يكون متجمد في فصل الشتاء... كان مبتهجًا وممتنًا». في بعض الأحيان، لمجرد رؤيته، كانت تسحب صديقًا أو والدتها إلى المطعم حيث كان يعمل عاملًا ونادلًا. أخبرها أن حلمه إحضار عائلته إلى نيويورك يومًا ما لرؤيته على المسرح. أثناء تلك الفترة تخيلت مشاركة حياتها الشخصية والمسرحية يومًا ما مع عائلة دوغلاس، لكنها شعرت بخيبة أمل فيما بعد: «لم يلاحقني في الواقع. كان ودودًا وجميلًا -استمتع بشراكتي- لكنني كنت صغيرة للغاية بالنسبة له» كتبت باكال التي تصغر كيرك بثمانِ سنوات.

## الحياة الشخصية

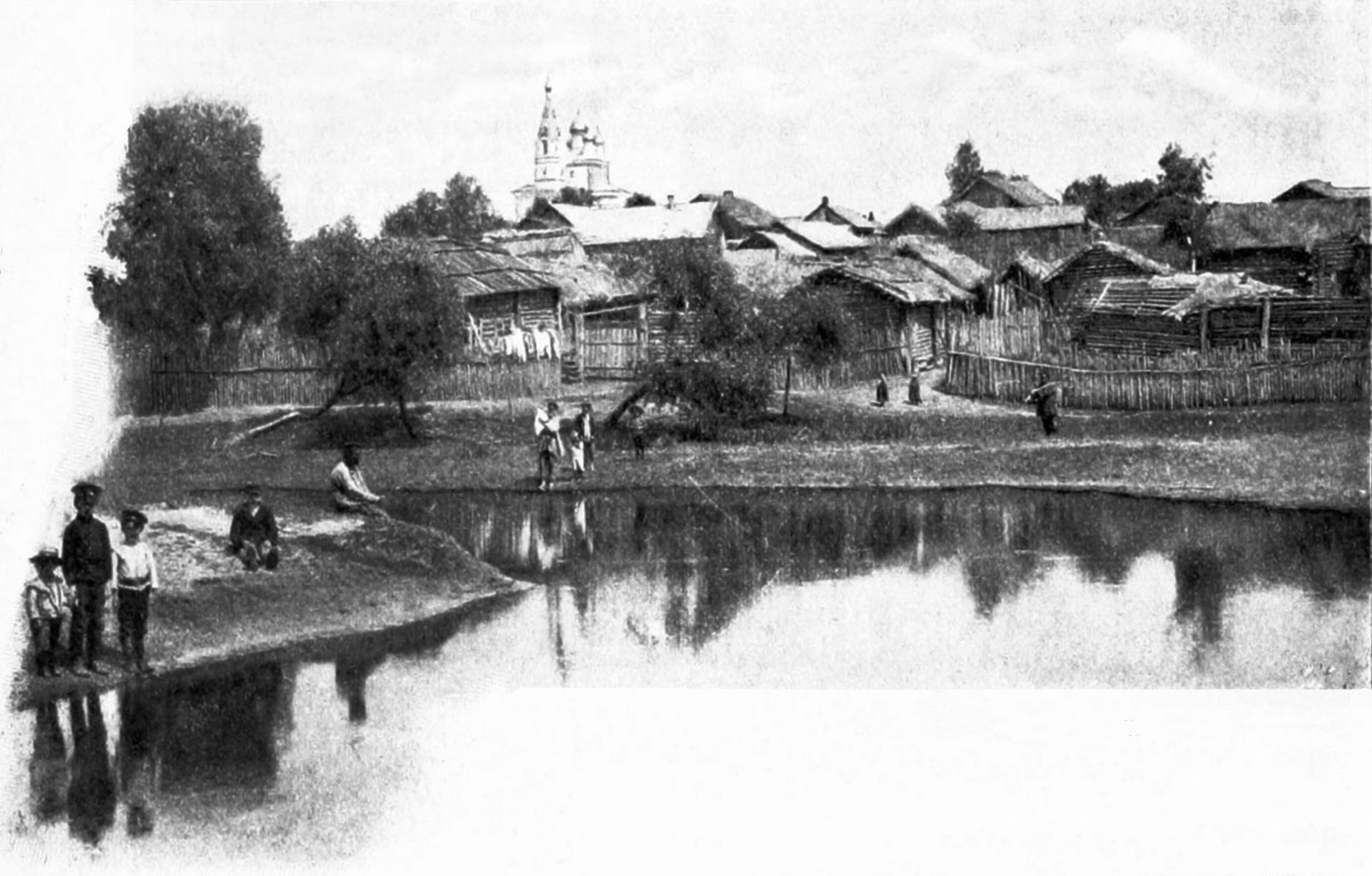
صورة توضيحية

### الشخصية
في كتاب ابن تاجر الملابس المهترئة، وصف دوغلاس نفسه بأنه «ابن العاهرة»، مضيفًا، «ربما أكون أكثر ممثل مكروه في هوليود. وأشعر بالرضا حيال ذلك. لأن هذا أنا... لقد وُلدت عدواني، وأعتقد أنني سأموت عدوانيًا». لاحظ زملاء العمل والمساعدين على حد سواء سمات مماثلة، مع ملاحظة برت لانكستر ذات مرة، «سيكون كيرك أول من يخبرك أنه رجل صعب للغاية. وسأكون الثاني». تُعزى شخصية دوغلاس الوقحة إلى نشأته الصعبة إذ عاش في فقر مع أب سكير عدواني والذي أهمل كيرك كطفل صغير. طبقًا لدوغلاس، «كان هناك الكثير من الغضب الشديد في داخلي، والغضب الذي كنت أخشى الكشف عنه لأنه كان هناك أكثر من ذلك بكثير، وأقوى بكثير، في والدي». وكثيرًا ما اعتُرف بانضباط دوغلاس وخفة دمه وروح فكاهته.

### الزيجات والأطفال
تزوج دوغلاس زوجته الأولى، ديانا ديل، في 2 نوفمبر عام 1943. أنجبا ابنين، الممثل مايكل دوغلاس والمنتج جويل دوغلاس، قبل طلاقهما في عام 1951. بعد ذلك، في باريس، التقى المنتجة آن بويدينز (اسمها عند الولادة هانيلور ماركس؛ وُلدت في 23 أبريل عام 1919، هانوفر بألمانيا) أثناء عمله في موقع تصوير فيلم رغبة في الحياة. هربت في الأصل من ألمانيا فرارًا من النازية ونجت عن طريق استخدام مهاراتها اللغوية المتعددة للعمل في استوديو للأفلام، وترجمة العناوين الفرعية. تزوجا في 29 مايو عام 1954. في عام 2014، احتفلا بالذكرى السنوية الستين لزواجهما في قصر غريستون في بيفرلي هيلز. أنجبا ابنين، بيتر، منتج وإريك، الممثل الذي توفي في 6 يوليو عام 2004، بسبب جرعة زائدة من الكحول والمخدرات. في عام 2017، أصدر الزوجان كتابًا بعنوان كيرك وآن: رسائل في الحب والضحك والحياة في هوليوود، والذي كشف عن خطابات حميمة قاما بمشاركتها عبر السنين. طوال زواجهما، كان دوغلاس على علاقة بنساء أخريات، بما في ذلك العديد من نجيمات هوليوود، ولو أنه لم يخفِ أبدًا خياناته عن زوجته التي كانت تقبلها، والذي أوضح: «كأوروبي، فهمت أنه من غير الواقعي توقع الدقة الكاملة في الزواج».

### السياسة
سافر دوغلاس وزوجته إلى أكثر من 40 دولة، على نفقتهما الخاصة، ليكونا سفراء الأمم المتحدة للنوايا الحسنة لوكالة المعلومات الأمريكية، حيث تحدثوا إلى الجماهير حول سبب نجاح الديمقراطية ومعنى الحرية. في عام 1980، سافر دوغلاس إلى القاهرة للتحدث مع الرئيس المصري أنور السادات. بسبب كل جهوده الودية، حصل على وسام الحرية الرئاسي من الرئيس جيمي كارتر في عام 1981. في الحفل، قال كارتر إن دوغلاس «فعل ذلك بطريقة فيها الكثير من التضحية، دون أي ضجة تقريبًا ودون المطالبة بأي ائتمان شخصي أو إشادة بنفسه». في السنوات اللاحقة، أدلى دوغلاس بشهادته أمام الكونغرس حول إساءة معاملة المسنين.
كان دوغلاس عضوًا في الحزب الديمقراطي طوال حياته. كتب رسائل إلى السياسيين الذين كانوا أصدقاء. دوّن في مذكراته، دعونا نواجه هذا (2007)، شعوره بالإجبار عند الكتابة إلى الرئيس السابق جيمي كارتر في عام 2006 من أجل التأكيد على أن «إسرائيل هي الدولة الديمقراطية الوحيدة الناجحة في الشرق الأوسط ... [و] يجب عليها الاستمرار في العديد من الحروب ضد النزاعات الساحقة. إذا خسرت إسرائيل حربًا واحدة، سيفقدون إسرائيل».

### الهوايات
دوّن دوغلاس من وقت لآخر. استضافه موقع ماي سبيس. استضاف موقع هافينغتون بوست منشوراته منذ عام 2012. اعتبارًا من عام 2008، اعتُقد أنه أقدم المُدونين شهرةً في العالم.

## المشاكل الصحية والوفاة
في 28 يناير عام 1996، عانى دوغلاس من سكتة دماغية شديدة، مما أضعف قدرته على الكلام. أخبر الأطباء زوجته أنه ما لم يكن هناك تحسن سريع، فمن المحتمل أن يكون فقدان القدرة على الكلام دائمًا. بعد نظام العلاج اليومي للغة الكلام الذي استمر عدة أشهر، عادت قدرته على الكلام، على الرغم من أنها كانت لا تزال محدودة. تمكن من قبول جائزة الأوسكار الفخرية بعد شهرين في مارس وشكر الجمهور. كتب عن هذه التجربة في كتابه الصادر في عام 2002، ضربة حظي، والذي كان يأمل أن يكون «دليل تشغيل» للآخرين حول كيفية التعامل مع ضحية السكتة الدماغية في أسرهم.
توفي دوغلاس في منزله في بيفرلي هيلز بولاية كاليفورنيا، مُحاطًا بالأسرة، في 5 فبراير عام 2020، عن عمر يناهز 103 عامًا. بقي سبب الوفاة سرًا. أُقيمت جنازة دوغلاس في مقبرة حديقة قرية ويستوود ميموريال في 7 فبراير عام 2020.

## أفلامه
- رسالة لثلاث زوجات
- قصة محقق
- السيئ والجميلة
- 20000 فرسخ تحت الماء
- رغبة في الحياة
- النزاع المسلح في أو كيه كورال
- دروب المجد
- سبارتاكوس
- الضوء في إحاطة العالم
- ممسوس بملاك

## وصلات خارجية
- كيرك دوغلاس على موقع IMDb (الإنجليزية)
- كيرك دوغلاس على موقع الموسوعة البريطانية (الإنجليزية)
- كيرك دوغلاس على موقع روتن توميتوز (الإنجليزية)
- كيرك دوغلاس على موقع مونزينجر (الألمانية)
- كيرك دوغلاس على موقع ألو سيني (الفرنسية)
- كيرك دوغلاس على موقع ميوزك برينز (الإنجليزية)
- كيرك دوغلاس على موقع تيرنر كلاسيك موفيز (الإنجليزية)
- كيرك دوغلاس على موقع أول موفي (الإنجليزية)
- كيرك دوغلاس على موقع قاعدة بيانات برودواي على الإنترنت (الإنجليزية)
- كيرك دوغلاس على موقع قاعدة بيانات الأفلام السويدية (السويدية)